# والدوس لوند
والدوس لوند (سوئدی: Valdus Lund; ۴ آوریل ۱۸۹۵ – ۹ مهٔ ۱۹۶۲) بازیکن فوتبال اهل سوئد بود.
از باشگاه‌هایی که در آن بازی کرده‌است می‌توان به باشگاه فوتبال گوتبورگ اشاره کرد.
وی همچنین در تیم ملی فوتبال سوئد بازی کرده‌است.